# Hristo Boicev
Hristo Dimitrov Boicev (în bulgară Христо Димитров Бойчев; n. 5 martie 1950, Orloveț, Polski Trămbeș, regiunea Veliko Tărnovo, Bulgaria) este un dramaturg și scenarist bulgar, care a fost distins cu Ordinul „Sf. Chiril și Metodiu”. Cele mai celebre piese ale sale sunt Colonelul Pasăre (Colonelul și păsările în varianta cu distribuție feminină), Orchestra Titanic, Spitalul comunal și Omul subteran.

## Biografie
S-a născut pe 5 martie 1950 în satul Orloveț din nordul Bulgariei, nu departe de orașul Polski Trămbeș. A absolvit cursurile Institutului de Inginerie Mecanică din Ruse în 1974, după care a lucrat până în 1985 ca inginer mecanic la Uzina de construcții de mașini „Pervoe Maia”, iar apoi la Combinatul de ulei „Marek” din Polski Trămbeș.
A scris prima sa piesă de teatru, Acel lucru, la vârsta de 30 de ani. Prietenul său, care lucra la o societate de asigurări, a prezentat textul piesei unui teatru din Sofia, iar un regizor celebru a decis brusc să o pună în scenă. Premiera spectacolului cu piesa Acel lucru a avut loc în anul 1984. Succesul piesei l-a determinat pe Boicev să urmeze studii la Facultatea de Teatru a Institutul Superior de Artă Teatrală „Krăsto Sarafov” din Sofia (VITIZ; 1985–1989). Boicev a primit premiul „Dramaturgul anului” în 1989, ca urmare a celor 40 de montări ale pieselor sale pe tot teritoriul Bulgariei.
Piesele lui Boicev au fost jucate pe scenele tuturor teatrelor din Bulgaria, dar și pe scenele unor teatre din peste 40 de țări de pe cinci continente (Europa, America, Asia și Australia), unde au avut parte de succes comercial. Ele au fost puse în scenă de peste 200 de ori pe scenele teatrelor din Europa și America. Unele piese au fost reprezentate și în Roomânia: Colonelul Pasăre (cu versiunea cu personaje feminine Colonelul și păsările) a fost pusă în scenă de regizorul Alexandru Dabija la Cluj, București și Brașov, Spitalul comunal de Felix Alexa la Teatrul Metropolis din București, Orchestra Titanic s-a jucat la Constanța, iar Omul subteran a fost adaptată într-un spectacol de teatru radiofonic. Hristo Boicev este considerat unul dintre cei mai cunoscuți dramaturgi bulgari. Două dintre piesele sale – Acel lucru (piesa de debut) și Colonelul Pasăre – au fost ecranizate.
Piesa Colonelul Pasăre a câștigat Premiul pentru cea mai bună piesă din Europa Centrală și de Est în cadrul unui concurs internațional organizat în 1997 de British Council, premiu care i-a fost înmânat de Harold Pinter într-o ceremonie desfășurată la Royal National Theatre din Londra, și Premiul italian „Enrico Maria Salerno” pentru dramaturgie europeană în 1999. Ea a fost pusă în scenă de peste 100 de ori în peste 30 de țări din întreaga lume, inclusiv dîn teatre de renume mondial precum Théâtre de la Commune d'Aubervilliers din Paris, Teatrul Național Catalan din Barcelona, Teatrul Taganka din Moscova, Teatrul Gate din Londra, Théâtre de Quat'Sous din Montréal, Teatrul „Na Zábradlí” din Praga, Schauspiel Frankfurt etc. Piesa a fost ecranizată ulterior într-un film intitulat Voenno Poleva Bolnița.
Hristo Boicev a fost ales în 2006 în funcția de președinte al Asociației Dramaturgilor Bulgari. În semn de recunoaștere a meritelor sale, a primit premiul „Pana de Aur” pentru contribuția sa la cultura și arta bulgărească în 2014 și i s-a conferit în 2016 ordinul de stat „Sf. Chiril și Metodiu” cl. I pentru contribuția sa la dezvoltarea culturii. De asemenea, a fost proclamat cetățean de onoare al comunei Polski Trămbeș în 2004.

## Activitate politică
Boicev a început să participe în mod regulat, încă din 1990, ca autor de satiră politică la una dintre cele mai cunoscute emisiuni de televiziune din Bulgaria, iar în 1996 a devenit gazda propriei sale emisiuni TV.
În 1996 a candidat, împreună cu Ivan Kulekov, la alegerile prezidențiale din Bulgaria. A desfășurat o campanie electorală de tip comedie-parodie, folosindu-și timpul alocat în calitate de candidat pentru a satiriza evenimentele politice ale acelor zile. În urma acestei campanii a obținut 57.668 de voturi (aproximativ 1,3% din voturi) în primul tur.

## Piese de teatru
- 1983 — Acel lucru (Онова нещо)[3][16]
- 1985 — Банана — бануни
- 1985 — Както казват французите
- 1989 — Spitalul comunal (Районна болница (Жената на полковника))[16]
- 1990 — Спирка последна
- 1990 — Пълна упойка
- 1990 — Omul subteran (Подземният (Underground))[17]
- 1991 — Военно положение
- 1997 — Colonelul Pasăre (Полковникът птица)[18]
- 2002 — Orchestra Titanic (Оркестър Титаник)[19]
- Colonelul și păsările (Полковникът и птиците, versiunea cu personaje feminine a piesei Colonelul Pasăre)[20]
- Лабиринтът (Динамит на борда)
- Fenomen (Феномен (Da fine al capo)) — monodramă[3]
- Marele Gatsby după romanul omonim al lui Francis Scott Fitzgerald[3]
- Zorba Grecul după romanul omonim al lui Nikos Kazantzakis[3]